# Liste der Kastelle am moesischen Limes

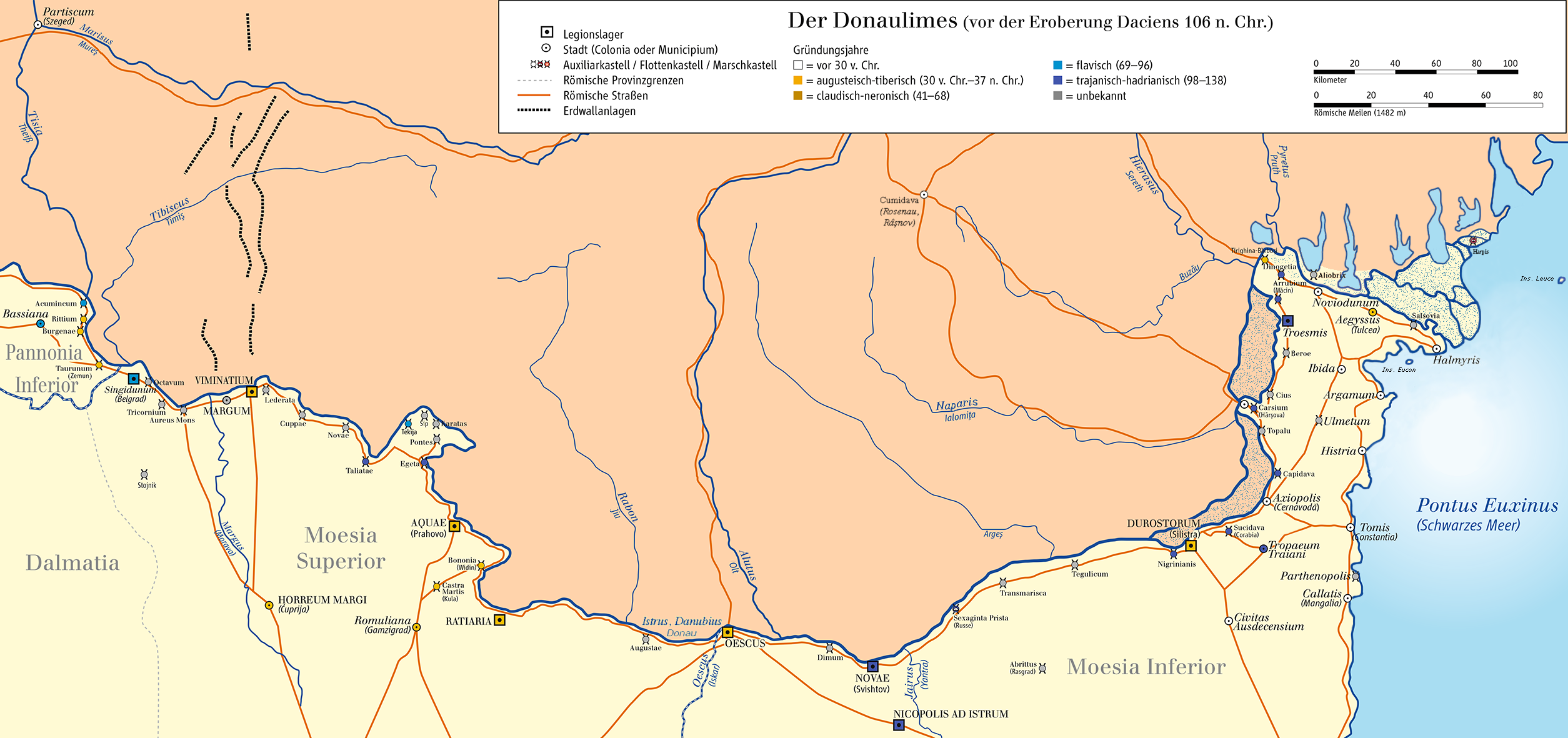
Der Mösische Limes im heutigen Bulgarien und Rumänien

Die Liste der Kastelle am moesischen Limes umfasst römische Militärlager, die in Moesia am ober- und niedermoesischen Donaulimes lagen.

## Grenzziehung
Die rechts dargestellte Karte verwendet den Historischen Weltatlas von Putzger (Auflage von 1965) und Westermanns Großen Atlas zur Weltgeschichte (Auflage von 1978) als Quellen. Demzufolge stellte der Fluss Oescus (heute Iskar) beim gleichnamigen Legionslager die Grenze zwischen den römischen Provinzen Moesia Superior und Moesia Inferior dar. Dies entspricht der Grenze von M. Inferior von 395 n. Chr.
Nicolae Gudea nennt hingegen den ca. 80 km weiter flussaufwärts liegenden Bach Cebrus oder Tsibritsa (römisch: Ciabrus) als Grenzfluss. Dies entspricht Westermann, der die Grenze zwischen Moesia Superior und Moesia Inferior in der Nähe von „Cebro“ (wohl „Cebrum“), deutlich flussaufwärts von „Augustae“, zieht, und stellt die hier beschriebene Situation dar. „Augustae“ wird daher Niedermösien zugerechnet.

## Limeskastelle in Obermösien – Moesia Superior
Auf der oben dargestellten Karte sind die folgenden Befestigungen verzeichnet:
| Limes-Kastell                         | Nächstgelegener Ort                         | Typ          |
| Singidunum                            | Belgrad ( Serbien)                          | Legionslager |
| Tricornium => Castra Tricornia        | Ritopek (Grocka) (Serbien)                  |              |
| Aureus Mons (Mons Aureus, Monsaureus) | Smederevo (Serbien)                         |              |
| Viminatium                            | Kostolac (Serbien)                          | Legionslager |
| Lederata                              | Ram (Serbien)                               |              |
| Kastell Cuppae                        | Golubac (Serbien)                           |              |
| Kastell Taliatae                      | Taliata (Donji Milanovac) (Serbien)         |              |
| Kastell Tekija                        | Tekija (Kladovo) (Serbien)                  |              |
| Kastell Sip                           | Novi Sip (Kladovo) (Serbien)                |              |
| Kastell Karataš                       | Karataš (Kladovo) (Serbien)                 |              |
| Egeta / Aegeta                        | Brza Palanka (Serbien)                      |              |
| Aquae                                 | Prahovo (Serbien)                           |              |
| Kastell Bononia                       | Widin ( Bulgarien)                          |              |
| Ratiaria                              | in der Nähe des Dorfes Artschar (Bulgarien) | Legionslager |

## Limeskastelle in Niedermösien – Moesia Inferior
Die folgende Liste, die Abschnittsbezeichnungen und die Zuordnungen sind weitgehend dem Artikel Der Untermoesische Donaulimes von Nicolae Gudea entnommen.
Er benennt mit Pomodonia ein Kastell ca. 30 km unterhalb von Ratiaria als niedermoesisch, ebenso wie das Kastell Augustae.
| Limes-Kastell                                                  | Nächstgelegener Ort                                     | Typ                                    |
| Abschnitt I: Donaulimes, Pomodiana – Utum (86–101/106 n. Chr.) |                                                         |                                        |
| Pomodiana                                                      | Labetz, Distr. Vratza, ( Bulgarien)                     | Vermutlich Auxiliarkastell             |
| Kastell Utum                                                   | Guliantsi/Nikopol, Distr. Pleven, BG                    | Vermutlich Auxiliarkastell ?Storgosia? |
| Cebrum                                                         | Gorni-Dolni Èiba¢r, Distr. Vratza, BG                   | Vermutlich Auxiliarkastell             |
| Regianum                                                       | Distr. Vratza, BG                                       | Vermutlich Auxiliarkastell             |
| Camistrum                                                      | Kozlodui, Distr. Vratza, BG                             | Vermutlich Auxiliarkastell             |
| Augustae                                                       | Ha¢rletz/Orjachowo, Distr. Vratza, BG                   | Auxiliarkastell                        |
| Variana                                                        | Leskovetz = Seljanovci (?) Orjachowo, Distr. Vratza, BG | Vermutlich Auxiliarkastell             |
| Pedoniana                                                      | Distr. Vratza, BG                                       | Vermutlich Auxiliarkastell             |
| Valeriana                                                      | Dolni Vadin Orjachowo, Distr. Vratza, BG                | Auxiliarkastell                        |
| Oescus                                                         | Gigen, Distr. Pleven, BG                                | Legionslager                           |
| Abschnitt II: Donaulimes, Asamum – Durostorum                  |                                                         |                                        |
| Asamum                                                         | Musalievo, Distr. Pleven ( Bulgarien)                   | Vermutlich Auxiliarkastell             |
| Securisca                                                      | Èerkowitza, Distr. Pleven, BG                           | Vermutlich Auxiliarkastell             |
| Dimum                                                          | Belene, Distr. Pleven, BG                               | Vermutlich Auxiliarkastell             |
| Gorno Gradiste                                                 | Distr. Tirnovo, BG                                      | Vermutlich Auxiliarkastell             |
| Novae                                                          | Swištow, Distr. Tirnovo, BG                             | Legionslager                           |
| Kastell Iatrus                                                 | Krivina, Distr. Ruse, BG                                | Vermutlich Auxiliarkastell             |
| Pietroșeni                                                     | Gem. Pietroșani, Kreis Teleorman, RO                    | Vermutlich Auxiliarkastell             |
| Sacidava                                                       | Batin, Distr. Ruse, BG                                  | Vermutlich Auxiliarkastell             |
| Trimamium                                                      | Dikilitaš, Pirgovo, Distr. Ruse, BG                     | Vermutlich Auxiliarkastell             |
| Sexaginta Prista                                               | Ruse, Distr. Ruse, BG                                   | Vermutlich Auxiliarkastell             |
| Kastell Tegra                                                  | Marten (Bulgarien), Distr. Silistra, BG                 | Vermutlich Auxiliarkastell             |
| Appiaria                                                       | Rjahovo, Distr. Silistra, BG                            | Vermutlich Auxiliarkastell             |
| Kinton                                                         | Nova Èerna, Distr. Silistra, BG                         | Vermutlich Auxiliarkastell             |
| Kastell Transmarisca                                           | Tutrakan, Distr. Silistra, BG                           | Vermutlich Auxiliarkastell             |
| Dolno Rjahovo                                                  | Distr. Silistra, BG                                     | Vermutlich Auxiliarkastell             |
| Nigrinianis/Candidiana                                         | Malak Preslavec, Distr. Silistra, BG                    | Vermutlich Auxiliarkastell             |
| Garva¢n                                                        | Distr. Silistra, BG                                     | Vermutlich Auxiliarkastell             |
| Popina                                                         | Distr. Silistra, BG                                     | Vermutlich Auxiliarkastell             |
| Tegulicium                                                     | Vetren, Distr. Silistra, BG                             | Vermutlich Auxiliarkastell             |
| Durostorum                                                     | Silistra, Distr. Silistra, BG                           | Legionslager                           |
| Kastell Dervent                                                | Dervent; Kreis Constanța ( Rumänien)                    | Vermutlich Auxiliarkastell             |
| Cimbrianis                                                     | Canlia, Kreis Constanța, RO                             | Vermutlich Auxiliarkastell             |
| Abschnitt III: Donaulimes, Dervent – Barboși                   |                                                         |                                        |
| Sucidava                                                       | Izvoarele/Pârjoaia, Gem. Lipnitza, Kreis Constanța, RO  | Vermutlich Auxiliarkastell             |
| Altinum                                                        | Oltina, Kreis Constanța, RO                             | Hafen? Vermutlich Auxiliarkastell      |
| Viile                                                          | Gem. Satu Nou, Kreis Constanța, RO                      | Vermutlich Auxiliarkastell             |
| Sacidava                                                       | Duna¢reni, ehemals Mârleanu, Kreis Constanța, RO        | Vermutlich Auxiliarkastell             |
| Kastell Flaviana                                               | Rasova, Kreis Constanța, RO                             | Hafen? Vermutlich Auxiliarkastell      |
| Axiopolis                                                      | Hinog/Cernavoda¢, Kreis Constanța, RO                   | Vermutlich Auxiliarkastell             |
| Gura Ialomiței                                                 | Ehemaliges Piua Pietri, Kreis Ialomița, RO              | Vermutlich Auxiliarkastell             |
| Seimenii Mari                                                  | Kreis Constanța, RO                                     | Vermutlich Auxiliarkastell             |
| Capidava                                                       | Cadichioi, Gem. Topalu, Kreis Constanța, RO             | Auxiliarkastell                        |
| Topalu                                                         | Kreis Constanța, RO                                     | Vermutlich Auxiliarkastell             |
| Carsium                                                        | Stadt Hârșova, Kreis Constanța, RO                      | Hafen Vermutlich Auxiliarkastell       |
| Civs                                                           | Gârliciu, Kreis Constanța, RO                           | Hafen? Vermutlich Auxiliarkastell      |
| Kastell Beroe                                                  | Freca¢ței, Kreis Tulcea, RO                             | Vermutlich Auxiliarkastell             |
| Troesmis                                                       | Gem. Turcoaia, Kreis Tulcea, RO                         | Vermutlich Auxiliarkastell             |
| Arrvbivm                                                       | Stadt Ma¢cin, Kreis Tulcea, RO                          | Vermutlich Auxiliarkastell             |
| Dinogetia                                                      | Gem. Garva¢n, Kreis Tulcea, RO                          | Hafen, vermutlich Auxiliarkastell      |
| Barboși                                                        | Viertel der Stadt Galați, Kreis Galați, RO              | Hafen? Vermutlich Auxiliarkastell      |
| Abschnitt IV: Donaulimes, Luncavița – Ad Stoma                 |                                                         |                                        |
| Kastell Luncavița                                              | Gem. Luncavița = ehemaliges Rachelu, Kreis Tulcea, RO   | Vermutlich Auxiliarkastell             |
| Noviodunum                                                     | Stadt Isaccea, Kreis Tulcea, RO                         | Hafen Vermutlich Auxiliarkastell       |
| Aliobrix                                                       | Gem. Orlovka, Raion Reni, Distr. Odessa ( Ukraine)      | Hafen? Vermutlich Auxiliarkastell      |
| Aegysus                                                        | Stadt Tulcea, Kreis Tulcea, RO                          | Vermutlich Auxiliarkastell             |
| Kastell Ismail                                                 | Stadt Ismail, Distr. Odessa (Ukraine)                   | Vermutlich Auxiliarkastell             |
| Salsovia                                                       | Gem. Mahmudia, Kreis Tulcea, RO                         | Vermutlich Auxiliarkastell             |
| Halmyris = Salmorus                                            | Dorf Independența, Gem. Murighiol, Kreis Tulcea, RO     | Hafen? Auxiliarkastell                 |
| Ad Stoma                                                       | Gem. Dunavâțu de Jos, Kreis Tulcea, RO                  | Vermutlich Auxiliarkastell             |

## UNESCO-Welterbe
Der Moesische Donaulimes soll als Teil des Projekts Frontiers of the Roman Empire eine Welterbestätte der UNESCO werden. Als vorbereitende Maßnahme haben die beteiligten Staaten Bulgarien und Rumänien die jeweiligen Abschnitte in die nationalen Tentativlisten aufgenommen.
Die anliegenden Staaten Kroatien und Serbien haben diese Schritte ebenfalls eingeleitet.
Unter der Bezeichnung Grenzen des Römischen Reichs – Donaulimes (westliches Segment) wurde 2021 ein im heutigen Bayern, in Österreich und in der Slowakei gelegener Abschnitt des Donaulimes in die Liste der Welterbestätten aufgenommen. Da Ungarn sich aus der zunächst gemeinsam mit Deutschland, Österreich und der Slowakei eingereichten Bewerbung zurückgezogen hatte, bleibt der ungarische Abschnitt des Donaulimes vorerst ausgeklammert.